# یوکی هیمورا
یوکی هیمورا (انگلیسی: Yūki Himura؛ زادهٔ ۱۴ مهٔ ۱۹۷۲) بازیگر، صداپیشه، و شخصیت‌های تلویزیونی در ژاپن اهل ژاپن است.